# Бусигін Олександр Харитонович
Олександр Харитонович Бусигін (нар. 10 червня 1907, село Колеватовське Костромської губернії, тепер Ветлузького району Нижньогородської області, Російська Федерація — 19 лютого 1985, місто Горький, тепер Нижній Новгород, Російська Федерація) — радянський діяч, коваль Горьковського автомобільного заводу, зачинатель стахановського руху в машинобудуванні. Депутат Верховної Ради СРСР 1—2-го скликань. Герой Соціалістичної Праці (22.09.1975).

## Біографія
Народився 28 травня (10 червня) 1907 року в селянській родині. Після закінчення початкової школи працював в колгоспі.
У 1931 році приїхав на будівництво Горьковського автомобільного заводу.  Після закінчення будівництва перейшов на роботу в кузню, в найкоротші терміни опанувавши майстерністю ковальської справи і ставши фахівцем високої кваліфікації, ініціатором принципово нових методів, спрямованих на підвищення продуктивності праці.  Підвищення продуктивності праці досягалося за рахунок попередньої підготовки робочого місця, вдосконалення верстатів та інструменту, оптимізації прийомів нагріву і штампування металу, посилення трудової дисципліни.
У вересні 1935 року бригада, якою керував Бусигін, встановила рекорд, викувавши за зміну 966, потім — 1001 колінчастий вал при нормі 675 (згодом довів вироблення до 1146 валів). За рекордну продуктивність праці Олександр Бусигін був нагороджений орденом Леніна. Всесоюзний рух новаторів деякий час носив назву «стахановсько-бусигінського». У 1935 році Бусигін брав участь у Всесоюзній нараді стахановців, делегувався на XVIII з'їзд ВКП (б).
Член ВКП(б) з 1938 року.
Закінчив Промислову академію імені Сталіна в Москві.
Все життя Бусигіна була нерозривно пов'язане з Горьковским автомобільним заводом імені Молотова: працював начальником каркасного цеху, начальником дільниці ковальського цеху, начальником ковальського цеху (з 1942 року), начальником ремонтно-механічного ділянки. Останні роки життя Бусигін присвятив громадській діяльності та вихованню молодих робітників. Персональний пенсіонер союзного значення.
Указом Президії Верховної Ради СРСР від 22 вересня 1975 року за великі заслуги в розвитку масового соціалістичного змагання, досягнення високої продуктивності праці, багаторічну діяльність із впровадження передових методів роботи в автомобільній промисловості і у зв'язку з 40-річчям стахановського руху Бусигіну Олександру Харитоновичу було присвоєно звання Героя Соціалістичної Праці з врученням ордена Леніна і золотої медалі «Серп і Молот».
Похований в Нижньому Новгороді на Бугровському кладовищі.

## Нагороди та звання
- Герой Соціалістичної Праці (22.09.1975)
- два ордени Леніна (8.12.1935, 22.09.1975)
- орден Трудового Червоного Прапора (9.01.1952)
- орден Червоної Зірки (9.03.1944)
- медаль «За доблесну працю у Великій Вітчизняній війні 1941—1945 рр.»
- медаль «Ветеран праці»
- медалі
- знак «Шахтарська слава»
- Почесний громадянин міста Горького (17.06.1976)

## Твори
- «Жизнь моя и моих друзей» (Москва, 1938 год)